# Sixto Durán Ballén
Sixto Alfonso Durán-Ballén Cordovez (Boston, 14 de julho de 1921 – Quito, 15 de novembro de 2016) foi um arquiteto e político equatoriano. Foi Prefeito de Quito entre 1970 e 1978. Em 1951, fundou um partido político, o Partido Social Cristão. Em 1991, ele deixou o Partido Social Cristão e se juntou e formou um novo (embora personalista e efêmero) grupo conservador, o Partido da União Republicana (PUR), antes de concorrer à presidência pela terceira vez em 1992.
Durán-Ballén foi eleito presidente do Equador em 1992. Ele atuou como congressista em 1984 e novamente em 1998. Sob seu slogan de campanha, "Ni un paso atrás" (nenhum passo para trás), ele ajudou a modernizar a economia equatoriana enquanto enfrentava desafios do Banco Mundial e supervisionou e resolveu a Guerra do Cenepa durante os últimos anos de sua presidência. Ele recebeu avaliações positivas ao deixar o cargo quatro anos depois, em 10 de agosto de 1996. Sua presidência foi vista de maneira favorável pelas pesquisas públicas, mas recebeu opiniões mistas de estudiosos.

## Presidência (1992–1996)

### Eleição presidencial equatoriana de 1992
No final de 1990, ele criticou publicamente a direção do PSC em uma declaração pública. Em fevereiro de 1991, ele disputou as eleições internas para a liderança do partido, nas quais a facção Guayaquil (liderada por Febres-Cordero) conseguiu nomear Jaime Nebot como candidato presidencial e diretor nacional. Durán-Ballén alegou irregularidades na eleição dos delegados do partido, sem sucesso (e apesar das pesquisas de opinião que supostamente lhe deram vantagem sobre Nebot).
Como consequência, Durán-Ballén e seus partidários deixaram o partido para formar o Partido da União Republicano, mais de direita. Essa decisão foi amplamente popular, pois foi vista como uma ruptura com o establishment político, mesmo sendo comparada ao peruano Alberto Fujimori na mídia. Posteriormente, eles entraram em uma aliança controversa com o Partido Conservador. Eventualmente, Durán derrotou Nebot no segundo turno da eleição presidencial de 1992.[carece de fontes?]

### Posse
Durán-Ballén foi empossado presidente em 10 de agosto de 1992. Aos 71 anos, Ballén era a pessoa mais velha a ter servido como presidente. Durante seu tempo como presidente, ele buscou ativamente uma reforma estrutural para modernizar o Estado equatoriano e cortar gastos burocráticos desnecessários. Durante sua presidência, Ballén reduziu a inflação equatoriana de 67% para 24%. O resultado foi uma redução significativa dos déficits do governo e um setor privado próspero. Durán-Ballén também liderou o Equador como membro da OMC, com negociações sendo conduzidas por seu subsecretário de Relações Exteriores, Patricio Izurieta Mora-Bowen. A admissão à OMC teve um impacto significativo nas instituições políticas do país e na competitividade das exportações.
Durante sua presidência, houve críticas às políticas econômicas de Ballén. Muitos analistas concordam que todas essas ações realizadas no âmbito de seu plano econômico significaram o prelúdio da insolvência quase absoluta à qual o país chegaria em 1998 com uma dívida externa de 16,4 bilhões de dólares. Ele também enfrentou duras críticas quando eliminou o Comitê de Crédito Externo em 1995 e foi acusado de abuso e sujeição ao endividamento público. Em resposta às alegações de corrupção contra ele, Ballén convocou um segundo referendo popular para permitir reformas de modernização do estado, que foram amplamente rejeitadas.
Ballén enfrentou desafios ao tentar assegurar a modernização da economia equatoriana com as políticas do Banco Mundial. O Banco Mundial insistiu na privatização dos serviços públicos que resultou na redução de empregos, na eliminação de supostos subsídios e na lucratividade da gestão estatal equatoriana.
Em 1995, Ballén provou ser um dos líderes de guerra mais bem-sucedidos do Equador quando sua liderança determinada uniu um país dividido sob o tema Ni un paso atras, que significa "nem um passo para trás" durante a Guerra Cenepa com o Peru. Seus últimos anos como presidente, ele se concentrou na resolução da Guerra do Cenepa com o presidente do Peru Alberto Fujimori. A guerra terminou com a retirada das tropas de ambas as nações em 28 de dezembro de 1995, alguns meses antes de Ballén deixar o cargo.
Em 10 de agosto de 1996, Ballén foi sucedido por Abdalá Bucaram. Ao deixar o cargo, Ballén foi elogiado pela opinião pública, enquanto sua política econômica e seu envolvimento na Guerra do Cenepa, fizeram com que sua presidência tivesse opiniões mistas de estudiosos.

## Legado
O mandato de Ballen também foi caracterizado por um impasse político contínuo com o Congresso liderado por seu antigo partido. Ele encabeçou muitas das alegações de corrupção contra sua administração e membros de sua família, acusados de enriquecimento ilícito, em casos como "Flores y Miel" ("Flores e Mel"). O impeachment de seu vice-presidente Alberto Dahik, por supostamente usar fundos públicos de forma ilícita, enfraqueceu ainda mais sua postura.